# 関電不動産開発
関電不動産開発株式会社（かんでんふどうさんかいはつ）は、大阪府大阪市北区中之島に本店を置く、関西電力100%子会社の不動産デベロッパーである。2016年4月に関電不動産とMID都市開発が統合して誕生した。

## 沿革
- 1957年（昭和32年）5月 - 関電産業株式会社として設立
- 2004年（平成16年）10月 - （旧）関電不動産株式会社、株式会社宇治電ビルデイング、東海電業株式会社、関電ウェルビー株式会社、くろよん観光株式会社及び千苅開発株式会社を合併し、関電不動産株式会社に商号変更
- 2016年（平成28年）4月 - MID都市開発を吸収合併、関電不動産開発に商号変更[3]

（旧）関電不動産
- 2001年（平成13年）7月 - 昭和土地開発株式会社、株式会社関西リビングサービス、株式会社関西都市クリエイト及び株式会社関西都市サービスの4社が合併、関西電力68%、関電産業32%の出資で、関電不動産株式会社設立[4]
- 2004年（平成16年）10月 - 関電産業株式会社に吸収され消滅

## 事業所
- 本店：大阪市北区中之島3丁目3番23号 中之島ダイビル
- 首都圏事業本部：東京都中央区京橋1丁目18番1号 八重洲宝町ビル4階
- 仙台事業部：仙台市青葉区一番町3丁目1番1号 仙台ファーストタワー21階
- 京都支店：京都市下京区塩小路通烏丸西入東塩小路町614 新京都センタービル5階
- 神戸支店：神戸市中央区加納町6丁目2番1号 神戸関電ビルディング9階
- 東海支店：名古屋市東区泉2丁目27番14号　東海関電ビルディング2階
- 北陸支店：富山市東田地方町1丁目2番13号 北陸関電ビルディング1階
- 大町支店：長野県大町市平2010-17 日向山総合事務所2階
- 中之島支店：大阪市北区中之島3丁目6番16号　関電ビルディング7階
- 若狭支店：福井県大飯郡おおい町本郷119-4　大飯発電所本郷事務所2階

## 事業概要
- 分譲住宅事業：「シエリア（CIELIA）」ブランドによるマンション・戸建住宅[5]、宅地の開発・販売
- ビル事業：テナントビル、ホテル 等の開発・運営管理
- 賃貸施設事業：住宅、倉庫、商業施設 等の開発・賃貸・管理
- 投資開発事業：収益不動産の投資・開発
- 不動産ソリューション事業：建替・再開発・区画整理、仲介、コンサルティング
- 不動産ファンド事業：不動産ファンドの企画・運用
- グリーンソリューション事業：地被植物の生産販売、緑化コンサルティング、造園工事
- ミネラルウォーター事業：「黒部の氷筍水」の製造・販売

## 主な物件
- 関西電力管内
  - 関電ビルディング（大阪市北区）
  - オプテージビル（大阪市中央区）
  - 宇治電ビルディング（大阪市北区）
  - 堂島関電ビル（大阪市北区）
  - 淀屋橋駅西地区第一種市街地再開発事業（大阪市中央区） - 2025年竣工予定。参加組合員。大和ハウス工業、住友商事と共同。
- 中部電力管内
  - 東海関電ビルディング（名古屋市東区）
- 東京電力管内
  - 赤坂センタービルディング（東京都港区）
  - 芝パークビル（東京都港区）：芝パーク特定目的会社への出資[6]

## グループ企業
- 関電ファシリティーズ：ファシリティマネジメント・プロパティマネジメント事業等
- 関電コミュニティ：マンション管理事業等
- 関電アメニックス：ホテル事業等
- 関電不動産投資顧問：不動産アセットマネジメント（私募リート「関電プライベートリート投資法人」の運用）
- 関電アセットマネジメント：不動産アセットマネジメント（私募ファンド）（2019年2月1日に「株式会社S.O.W.アセットマネジメント」から社名変更）